# Theridion albulum
Theridion albulum là một loài nhện trong họ Theridiidae.
Loài này thuộc chi Theridion. Theridion albulum được Octavius Pickard-Cambridge miêu tả năm 1898.